# Lyoma
Lyoma è una circoscrizione rurale (rural ward) della Tanzania situata nel distretto di Kwimba, regione di Mwanza. Conta una popolazione di 12 561 abitanti (censimento 2012).